# Samobor
Samobor (Hongaars: Szamobor) is een stad in de Kroatische provincie Zagreb met een inwoneraantal van 36.206 (per 2001). De stad ligt ten westen van Zagreb, tussen de oostelijke heuvels van Samoborsko gorje (Samabor heuvels, dit is het oostelijke gedeelte van het Žumberak gebergte), in de vallei van de rivier de Sava. Het is deel van metropolis rond Zagreb.
Samobor bestaat al sinds 1242 volgens een document van Koning Bela IV. Het is een van de eerste toeristische oorden in de regio. De eerste toeristenfaciliteiten stammen uit 1810. Deze waren voornamelijk gericht op vissers, jagers en wandelaars.

## Zustersteden
- Duitsland - Wirges
- Noord-Macedonië - Veles
- Kroatië - Stari Grad
- Hongarije - Pécs
- Frankrijk - Chassieu
- Italië - Parabiago